# DNL 2020/21
Die Saison 2020/21 war die 21. Spielzeit seit Gründung der Deutschen Nachwuchsliga, der höchsten Nachwuchsliga im deutschen Eishockey, wobei inzwischen alle U20-Nachwuchsligen des Deutschen Eishockey-Bundes die Bezeichnung „U20 DNL“ mit dem Zusatz der entsprechenden Division/Spielklasse tragen.
Aufgrund der COVID-19-Pandemie begann der Spielbetrieb erst am 26. September 2020 und musste Anfang November 2020 unterbrochen werden, bevor am 15. März 2021 der offizielle Saisonabbruch folgte, weswegen auch in dieser Saison kein Meister gekürt wurde.
Für die U20-Spielklassen waren in dieser Spielzeit Spieler der Altersjahrgänge 2001–2003 regulär spielberechtigt. Zusätzlich konnten maximal vier Spieler des Jahrgangs 2004 sowie unbeschränkt Spieler des Jahrgangs 2004 mit mindestens zehn U18-Länderspielen eingesetzt werden.

## Division I

### Teilnehmer und Modus
Nach der abgebrochenen Vorsaison war die DNL-Division I auf 10 Mannschaften vergrößert worden, was auch eine Änderung des Spielmodus zur Folge hatte. Der ESV Kaufbeuren und der ERC Ingolstadt waren neu in der Division I.
- Jungadler Mannheim
- KEC Die Haie
- EV Landshut
- Eisbären Juniors Berlin
- Augsburger EV
- Jung-Eisbären Regensburg
- Düsseldorfer EG
- Krefelder EV 81
- ESV Kaufbeuren
- ERC Ingolstadt

### Hauptrunde
Die Mannschaften sollten eine 2,0-fach-Runde um die Qualifizierung für die Playoffs spielen. Allerdings konnte der Spielplan aufgrund der COVID-19-Pandemie nur wenige Spieltage durchgehalten werden.
|                          | AEV                                     | DEG                                                                    | ERCI                                                          | ESVK                                                                   | EVL                                                                        | EJB                                                           | EVR                                                                    | JAM                            | KEV                                                                        | KEC                                                           |
| ------------------------ | --------------------------------------- | ---------------------------------------------------------------------- | ------------------------------------------------------------- | ---------------------------------------------------------------------- | -------------------------------------------------------------------------- | ------------------------------------------------------------- | ---------------------------------------------------------------------- | ------------------------------ | -------------------------------------------------------------------------- | ------------------------------------------------------------- |
| Augsburger EV            |                                         | -                                                                      | -                                                             | -                                                                      | -                                                                          | 1:5 (0:1,1:3,0:1) Spielbericht 6:3 (2:1,1:1,3:1) Spielbericht | 3:2 (1:0,1:1,0:1,1:0) (OT) Spielbericht -                              | 3:6 (3:1,0:3,0:2) Spielbericht | -                                                                          | 3:5 (1:2,1:1,1:2) Spielbericht                                |
| Düsseldorfer EG          | -                                       |                                                                        | -                                                             | 3:4 (1:2,2:0,0:1,0:1) (OT) Spielbericht 4:8 (2:3,2:1,0:4) Spielbericht | -                                                                          | -                                                             | -                                                                      | -                              | -                                                                          | -                                                             |
| ERC Ingolstadt           | -                                       | 2:3 (0:0,2:0,0:2,0:1) (OT) Spielbericht 1:6 (1:2,0:2,0:2) Spielbericht |                                                               | 0:5 (0:1,0:3,0:1) Spielbericht                                         | 3:4 (1:0,1:1,1:2,0:0,0:1) (SO) Spielbericht 5:1 (0:0,2:0,3:1) Spielbericht | -                                                             | -                                                                      | -                              | 4:3 (1:1,1:2,1:0,0:0,1:0) (SO) Spielbericht 4:2 (1:0,1:0,2:2) Spielbericht | -                                                             |
| ESV Kaufbeuren           | -                                       | -                                                                      | 6:0 (3:0,1:0,2:0) Spielbericht 7:1 (1:1,3:0,3:0) Spielbericht |                                                                        | 4:3 (3:3,0:0,0:0,1:0) (OT) Spielbericht -                                  | -                                                             | -                                                                      | -                              | -                                                                          | 2:4 (0:1,2:2,0:1) Spielbericht                                |
| EV Landshut              | -                                       | -                                                                      | -                                                             | -                                                                      |                                                                            | -                                                             | 4:3 (1:1,0:1,2:1,1:0) (OT) Spielbericht -                              | -                              | -                                                                          | -                                                             |
| Eisbären Juniors Berlin  | -                                       | 1:5 (0:2,0:2,1:1) Spielbericht 8:6 (5:0,3:2,0:4) Spielbericht          | -                                                             | -                                                                      | 2:0 (1:0,1:0,0:0) Spielbericht 3:2 (0:1,2:1,1:0) Spielbericht              |                                                               | -                                                                      | -                              | -                                                                          | -                                                             |
| Jung-Eisbären Regensburg | 3:4 (2:0,1:3,0:0,0:1) (OT) Spielbericht | 0:2 (0:0,0:2,0:0) Spielbericht 3:2 (2:1,1:0,0:1) Spielbericht          | -                                                             | -                                                                      | -                                                                          | 3:6 (1:2,1:2,1:2) Spielbericht -                              |                                                                        | -                              | -                                                                          | -                                                             |
| Jungadler Mannheim       | -                                       | 5:1 (3:0,0:0,2:1) Spielbericht 2:4 (1:3,0:0,1:1) Spielbericht          | -                                                             | -                                                                      | -                                                                          | -                                                             | 4:3 (2:1,1:0,1:2) Spielbericht 4:3 (1:1,1:1,1:1,1:0) (OT) Spielbericht |                                | -                                                                          | -                                                             |
| Krefelder EV 81          | -                                       | -                                                                      | -                                                             | 7:6 (2:0,1:5,4:1) Spielbericht 3:4 (2:2,1:1,0:1) Spielbericht          | -                                                                          | -                                                             | -                                                                      | -                              |                                                                            | 6:1 (2:1,2:0,2:0) Spielbericht 1:6 (1:1,0:2,0:3) Spielbericht |
| Kölner Junghaie          | -                                       | -                                                                      | -                                                             | -                                                                      | -                                                                          | 4:0 (2:0,2:0,0:0) Spielbericht 7:0 (3:0,1:0,3:0) Spielbericht | -                                                                      | -                              | -                                                                          |                                                               |

| Platz | Mannschaft               | Spiele | S | OTS | OTN | N | Tore  | Punkte |
| ----- | ------------------------ | ------ | - | --- | --- | - | ----- | ------ |
| 1.    | ESV Kaufbeuren           | 9      | 5 | 2   | 0   | 2 | 46:25 | 19     |
| 2.    | Kölner Junghaie          | 6      | 5 | 0   | 0   | 1 | 27:12 | 15     |
| 3.    | Düsseldorfer EG          | 10     | 4 | 1   | 1   | 4 | 36:34 | 15     |
| 4.    | Eisbären Juniors Berlin  | 9      | 5 | 0   | 0   | 4 | 28:34 | 15     |
| 5.    | Jungadler Mannheim       | 5      | 3 | 1   | 0   | 1 | 21:14 | 11     |
| 6.    | ERC Ingolstadt           | 9      | 2 | 1   | 2   | 4 | 20:37 | 10     |
| 7.    | Krefelder EV 81          | 6      | 2 | 0   | 1   | 3 | 22:25 | 7      |
| 8.    | Augsburger EV            | 6      | 1 | 2   | 0   | 3 | 20:24 | 7      |
| 9.    | Jung-Eisbären Regensburg | 8      | 1 | 0   | 4   | 3 | 20:29 | 7      |
| 10.   | EV Landshut              | 6      | 0 | 2   | 1   | 3 | 14:20 | 5      |

Abkürzungen: S = Siege, OTS = Siege nach Verlängerung, OTN = Niederlagen nach Verlängerung, N = Niederlagen; Playoff-Viertelfinale, Pre-Playoffs; Stand: 1. November 2020

## Division II
Stand: Nach November 2020
| Platz | Mannschaft          | Spiele | S | OTS | OTN | N  | Tore  | Punkte |
| ----- | ------------------- | ------ | - | --- | --- | -- | ----- | ------ |
| 1.    | Starbulls Rosenheim | 9      | 9 | 0   | 0   | 0  | 70:9  | 27     |
| 2.    | Schwenninger ERC    | 10     | 8 | 0   | 0   | 2  | 59:18 | 24     |
| 3.    | Iserlohner EC       | 10     | 7 | 0   | 1   | 2  | 42:26 | 22     |
| 4.    | EC Bad Tölz         | 8      | 4 | 0   | 0   | 4  | 30:28 | 12     |
| 5.    | ESC Dresden         | 7      | 3 | 1   | 0   | 3  | 19:22 | 11     |
| 6.    | ESV 03 Chemnitz     | 8      | 3 | 0   | 0   | 5  | 23:38 | 9      |
| 7.    | SC Riessersee       | 10     | 0 | 0   | 0   | 10 | 21:71 | 0      |
| 8.    | EV Füssen           | 8      | 0 | 0   | 0   | 8  | 6:58  | 0      |

Abkürzungen: S = Siege, OTS = Siege nach Verlängerung, OTN = Niederlagen nach Verlängerung, N = Niederlagen; Aufstiegsrunde Div. I, Aufstiegsrunde Div. II